# جزيرة النار (فلم)
جزيرة النار (بالإنجليزية: Fire Island) هو فيلم كوميدي رومانسي أمريكي لعام 2022، من إخراج أندرو آن، ومن سيناريو وبطولة جول كيم بوستر، صدر عبر هولو في 3 يونيو 2022 في الولايات المتحدة؛ ثم صدر في 17 يونيو عبر ستار+ في أمريكا اللاتينية وديزني+ في دول أخرى.

## روابط خارجية
- جزيرة النار على موقع IMDb (الإنجليزية)
- جزيرة النار على موقع ميتاكريتيك (الإنجليزية)
- جزيرة النار على موقع روتن توميتوز (الإنجليزية)
- جزيرة النار على موقع ألو سيني (الفرنسية)
- جزيرة النار على موقع قاعدة بيانات الفيلم (الإنجليزية)
- جزيرة النار على موقع ليتربوكسد (الإنجليزية)
- جزيرة النار على موقع كينوبويسك (الروسية)